# Эндель, Август
Эрнст Мориц Август Э́ндель (нем. Ernst Moritz August Endell; 12 апреля 1871, Берлин — 15 апреля 1925, там же) — немецкий архитектор, художник декоративно-прикладного искусства периода модерна, один из основателей движения югендстиля, теоретик искусства, эссеист и педагог.

## Биография
Август Эндель родился в Берлине, в 1892 году переехал в Мюнхен. Вначале мечтал стать педагогом, но затем его увлекла академическая наука. Эндель изучал эстетику, психологию и философию, немецкую литературу и искусство в Мюнхенском университете. Готовился к соисканию учёной степени доктора наук. Однако, встретив художника Германа Обриста, который стал его близким другом и единомышленником, решил полностью посвятить себя искусству. Вместе они обсуждали проблемы формирования и достоинства югендстиля в разных видах искусства, в том числе в архитектуре. Эндель стал участником "Мюнхенских объединённых художественных мастерских" (Münchner Vereinigten Werkstätten für Kunst; в дальнейшем: Немецкий Веркбунд) и внёс существенный вклад в теорию и практику развития "художественных ремёсел" (Kunstgewerbe). 
Август Эндель впервые прославился благодаря проекту фасада знаменитого мюнхенского фотоателье "Эльвира" (1897—1898). Декоративный рельеф из окрашенного, ярко-красного и золотистого, гипса (стукко) на зелёном фоне, напоминающий не то морскую раковину, не то волну, в шутку прозвали "осьминогом рококо", а здание — "замком дракона". Этот рельеф родился под влиянием другого произведения: "Цикламена" работы Германа Обриста. Оба произведения стали  символами немецкого югендстиля. В качестве возможных источников называют также произведения бельгийских архитекторов Виктора Орта и Анри Ван де Велде. В 1937 году национал-социалисты уничтожили «модернистского дракона», а само здание было разрушено при бомбардировке в 1944 году.
С 1899 года Август Эндель был соредактором журнала «Пан». В статьях по теории и психологии искусства, а также в книге «Красота большого города» (Die Schönheit der großen Stadt, 1908) Эндель формулировал своё видение культуры и архитектуры в наступающем XX столетии. В журнале "Пан" Эндель опубликовал эссе "За красоту" (Um die Schönheit), в котором утверждал, что искусство и стиль должны  воздействовать на чувства зрителя исключительно силой формы. Его взгляды на искусство высоко оценили многие художниками того времени, среди них Франц фон Штук, Ловис Коринт и экспрессионист Эрнст Кирхнер. Считается также, что в своих теоретических эссе Эндель проложил путь к абстрактному искусству в Германии. Теория искусства Энделя основана на психологических феноменах восприятия. Эндель считал, что искусство существует независимо от природы; качества изобразительной формы, как и в музыке, имеют абсолютный характер. Поэтому формообразование во всех видах искусства основано на принципах архитектоники. Журнал "Пан" публиковал рисунки Энделя и проекты декоративных рельефов, шпалер, тканей, витражей и светильников.  
С 1901 года Эндель работал над проектами зданий государственных учреждений и жилых домов для Берлина. Весной 1901 года по его экспрессионистскому проекту на Кёпеник-штрассе появилось здание «Разноцветного театра» (Buntes Theater, разрушен во время войны). Здание отличалось тем, что стены его интерьеров были окрашены в разные цвета. Поэтому оно считалось провозвестником архитектуры экспрессионизма. По заказу виноторговца Вильгельма Ноймана в 1905—1906 годах архитектор оформил в Хакских дворах на берлинской Розенталер-штрассе примечательный «Энделев двор» (Endell’sche Hof) с фасадом из цветного стекла. В настоящее время здесь находится варьете «Хамелеон». В 2004—2005 годах по указанию берлинских властей в «Хамелеоне» были проведены реставрационные работы, вернувшие зданию первоначальный вид по замыслу Энделя. В 1911—1912 годах архитектор спроектировал и построил ипподром в берлинском районе Мариендорф. Разрабатывал проекты частных домов Для Берлина и Потсдама. 
В 1904 году Эндель открыл в Берлине "Школу формообразования" (Schule der Ausbildung), в которой реализовал свою теоретическую и педагогическую программу. В 1918 году Август Эндель получил должность ректора Государственной Академии искусств и ремёсел в Бреслау.
Август Эндель был женат на художнице и скульпторе Эльзе Плёц, впоследствии фон Фрейтаг-Лорингхофен.